# 崇侯虎
崇侯虎，为有崇氏（今河南嵩县北）国君，侯爵，名虎。商代時受封为侯，是纣王的重要羽翼。
纣王为政残虐，对百姓施以炮烙之刑。西伯昌（周文王）暗中叹息，被他获知，告于纣王，纣遂囚西伯于羑里（今河南汤阴北）。西伯被釋放後，開始籠絡人心並南征北討，最後攻打崇侯虎。
據《說苑》記載，文王（西伯）令兵士不准殺人、不准毀壞民房、不准填井、不准伐木、不准搶百姓的六畜，不聽從以上五點的人，殺無赦，崇國百姓聽聞風聲後，馬上舉城投降，崇侯虎此後則下落不明。

## 影視形象

### 電視劇
| 年份   | 劇名                 | 演員   | 製作公司             | 備註 |
| ------ | -------------------- | ------ | -------------------- | ---- |
| 1990年 | 《封神榜》           | 沈光煒 | 上海電視劇製作中心   |      |
| 2000年 | 《封神榜》           | 張北辰 | 中國電視公司（中視） |      |
| 2006年 | 《封神榜之鳳鳴岐山》 | 李建新 | 中國中央電視台       |      |
| 2014年 | 《封神英雄榜》       | 張成龍 | 山東衛視             |      |